# Crossing the Floor
Crossing the Floor é um telefilme britânico de 1996 dirigido por Guy Jenkin, estrelando Tom Wilkinson no papel principal. O filme foi nomeado a um BAFTA Awards de Melhor Drama Individual e venceu um Emmy Internacional.

## Sinopse
Em uma tentativa desesperada de salvar sua carreira, o secretário do Interior David Hanratty deixa o impopular governo conservador e une forças com o Partido Trabalhista e seu novo líder Tom Peel.

## Elenco
- Tom Wilkinson ... David Hanratty
- Neil Pearson ... Tom Peel
- Clive Russell ... Mick Boyd
- James Fleet .. Primeiro-Ministro
- Douglas Henshall ... Clive Colville
- Helen Baxendale ... Ruth Clarke
- Diana Kent ... Alison Hanratty

## Prêmios
| Ano  | Prêmio             | Categoria    | Resultado |
| ---- | ------------------ | ------------ | --------- |
| 1997 | Emmy Internacional | Melhor Drama | Venceu    |
| 1997 | BAFTA Awards       | Melhor Drama | Venceu    |